# 弗里德里希·弗洛姆
弗里德里希·弗洛姆（德語：Friedrich Fromm，1888年10月8日—1945年3月12日）是一位德國將軍，軍銜為陸軍大將，為騎士鐵十字勳章的獲得者之一。第二次世界大戰期間，弗洛姆擔任了國內後備軍的總司令職務，因被捲入刺殺元首希特勒的7月20日密謀案而被捕下獄，於二戰結束前不久被處死。